# Évreux Volley-ball
L'Évreux Volley-ball è una società pallavolistica femminile francese con sede a Évreux: milita nel campionato di Ligue A.

## Storia
Il club dell'Évreux Volley-ball è stato fondato nel 1998 a seguito della scomparsa dell'ASPTT Évreux. Dopo aver partecipato ai campionati inferiori e militato diversi anni nella serie cadetta, nel 2009 ottiene la promozione in Pro A. Da neo-promossa il club disputa un'ottima stagione 2009-10, chiudendo al quinto posto e qualificandosi per la prima volta ad una competizione europea, ossia alla Challenge Cup. A seguito dell'ultimo posto nella stagione 2013-14 il club retrocede in Élite; ottiene la promozione in Ligue A dopo il secondo posto nel campionato di Élite 2015-16.

## Rosa 2016-2017
| N° | Nome                | Ruolo | Data di nascita  | Nazionalità sportiva |
| -- | ------------------- | ----- | ---------------- | -------------------- |
| 1  | Margaux Bouzinac    | P     | 4 settembre 1996 | Francia              |
| 2  | Oriane Amalric      | P     | 11 ottobre 1990  | Francia              |
| 3  | Yulia Ferulik       | C     | 2 gennaio 1987   | Russia               |
| 4  | Julie de Oliveira   | S/O   | 1º aprile 1995   | Francia              |
| 5  | Juliette Fidon      | S     | 28 ottobre 1996  | Francia              |
| 6  | Marianna Ferrara    | S     | 29 ottobre 1996  | Italia               |
| 7  | Alba Sánchez        | S     | 9 settembre 1991 | Spagna               |
| 8  | Vlatka Zahora       | C     | 22 ottobre 1985  | Croazia              |
| 9  | Kennedy Bryan       | S/O   | 29 maggio 1994   | Stati Uniti          |
| 10 | Marie Sophie Nadeau | S     | 10 ottobre 1989  | Canada               |
| 13 | Marie Salbot        | S/O   | 24 novembre 1996 | Francia              |
| 14 | Charlotte Schiro    | S     | 26 ottobre 1997  | Francia              |
| 15 | Tatjana Burmazović  | L     | 6 febbraio 1984  | Serbia               |
| 18 | Léandra Olinga      | C     | 12 agosto 1997   | Camerun              |